# دهستان ارزوئیه
دهستان ارزوئیه، یکی از دهستان‌های بخش مرکزی شهرستان ارزوئیه در استان کرمان ایران است. مرکز این دهستان، شهر ارزوئیه است.

## جمعیت
بر پایه سرشماری عمومی نفوس و مسکن در سال ۱۳۹۵، جمعیت دهستان ارزوئیه برابر با ۱۲٬۴۳۷ نفر بوده‌است.